# Ebo bharatae
Ebo bharatae är en spindelart som beskrevs av Benoy Krishna Tikader 1965. Ebo bharatae ingår i släktet Ebo och familjen snabblöparspindlar. Inga underarter finns listade i Catalogue of Life.